# Хойсдорф
Хойсдорф (нем. Hoisdorf) — община в Германии, в земле Шлезвиг-Гольштейн. 
Входит в состав района Штормарн. Подчиняется управлению Зик.  Население составляет 3373 человека (на 31 декабря 2010 года). Занимает площадь 35,71 км².